# Фортуна (ботик)
«Форту́на» — деревянный ботик, единственный корабль потешной флотилии Петра I на Плещеевом озере, сохранившийся до наших дней. Памятник истории, главный экспонат музея «Ботик» с 1803 года. Особые условия, в которых сохранялся ботик, позволяют предполагать, что его строил сам царь Пётр I.

## Устройство
Ботик — дубовая шлюпка с полными, почти круглыми сверху обводами носа и кормы, явно голландского типа. Длина - 7,34, ширина - 2,38 м.  Ботик рассчитан на пять пар вёсел, которые не сохранились. В средней части носовой банки сделан вырез и намётка для крепления мачты. В качестве парусного вооружения использовались гафельный или шпринтовый грот и треугольный фок (кливер). Рулевой управлял ботиком с помощью навесного руля с железным румпелем.
Граф Дмитрий Иванович Хвостов посвятил ботику строки:
А ты, преславнаго отец Российска флота,

Ко плаванью тобой родилася охота,

И первый в сих водах ПЕТРОМ твой взвеян флаг,

Дивятся коему Евксин, Архипелаг;

Чем дале Росский флот победы простирает,

Тем более к тебе почтения вперяет.

## История
- 1689—1692 — на Плещеевом озере строилась потешная флотилия, в том числе и ботик «Фортуна».
- 7 (18) февраля 1722 года вышел указ царя содержащий повеление хранить навеки остатки кораблей, яхт и галер, построенных для Переяславского озера и на которых царь впервые изучал морское дело[4][5].
- 1783 — в пожаре погибли все суда потешной флотилии, хранившиеся в Переславле. Ботик «Фортуна» уцелел, так как остался в селе Веськово под надзором уездного суда.[6].
- 1 (13) августа 1803 — ботик поставлен в каменном здании музея[7].